# 科幻小說黃金時代
科幻小說黃金時代（Golden Age of Science Fiction）通常是指美國1940年初到1950年代，在這段時期，科幻小說開始廣為人知，並且有不少經典的科幻小說陸續出版。歷史學家亞當·羅伯茲表示，「『黃金時代』這個名詞所形容的小說類型，主要是指：硬派科幻小說，直敘體，英雄在太空中或科技場景裡解決問題或是對抗威脅。」
科幻小說迷認為「科幻小說的黃金時代是12歲」，許多讀者指的「黃金時代」是他們對科幻小說產生興趣通常都是在青少年時期。

## 概述
虽然经历了1929年的美国经济大萧条和二战期间的硝烟，但习惯购买“通俗”科幻小说杂志的美国年轻人已经成了数目可观的忠实读者。科幻小说藉此保持了旺盛的文学生命力和商业上的活力。战争期间大量研发或想象中的新科技甚至是科幻最新鲜的灵感源泉。二战后，美国迎来了科幻小说的“黄金时代”。
科幻史一般公认，约翰·坎贝尔是美国科幻小说“黄金时代”的领导者。一切源于一本杂志的变革。坎贝尔在1937年将他主编的《新奇故事》（Astounding Stories）更名为《新奇科幻》（Astounding Science Fiction）。不过，变革的不只是名字。坎贝尔对作者要求极高，他们必须首先是素质良好的作家。而坎贝尔麾下也真的聚集了当时几乎所有的美国科幻大家：以撒·艾西莫夫、斯普雷格·杜冈、羅伯特·海因萊茵、雷·布莱伯利、范·沃格特。
阿西莫夫后来在《危险的幻想》（1967年出版）一书前言中强调了坎贝尔的重要贡献：“他（指坎贝尔）给科幻小说领域带来了一次真正的革命……”《新奇科幻》致力于让科幻作品在内容和形式上，都“严肃”地出现在读者面前：“首先必须来自真正的科学，同时，也必须是真正的历史，”且不能两者居其一。这样，科幻小说中人文和科学的真实性都得到了加强。
阿西莫夫总结道：“科幻作家们努力在现实主义上下功夫的同时，描绘着计算机、火箭与核武器，它们与10年内出现的计算机、火箭与核武器如出一辙。结果是，50年代和60年代的现实生活，与40年代坎贝尔式的科幻小说中描绘的情景惊人地吻合。”
1944年底美国发表了一篇科幻小说，精确地描述了原子弹的功能。小说当即引起了美国军方的强烈震动，为此展开了一场调查。调查结论是，“曼哈顿计划”不存在任何洩密行为，小说中的描写只是作者幸运地“推测”出来的。几个月后，世界上第一颗真正的原子弹爆炸了。杂志主编们将此事作为树立科幻严肃性的实例反复使用。科幻史家认为，这一具有标志性意义的事件，清晰地揭示了科学幻想与科学事实之间的联系。科幻的“前瞻性”甚至成了一种习惯性思维模式。当今在科技新闻报道中，诸如“可望在不久的将来成为现实”之类的字句并不罕见。
历史事件、对质量严格要求和不断成长的大量读者群这些因素的积累，促成了科幻小说在20世纪50年代的巨大飞跃。而美国科幻小说的“黄金时代”又进一步推动了世界科幻小说的全面繁荣。自20世纪60年代之后，在科技发达的西方工业国，都相继出现了著名的科幻作家、作品。